# Kajryszki
Kajryszki (lit. Kairiškė) – opuszczona wieś na Litwie, w okręgu uciańskim, w rejonie ignalińskim, w gminie Dukszty.

## Historia
W czasach zaborów w guberni wileńskiej Imperium Rosyjskiego.
W dwudziestoleciu międzywojennym zaścianek leżał w Polsce, w województwie nowogródzkim (od 1926 w województwie wileńskim), w powiecie brasławskim (od 1926 w powiecie święciańskim), w gminie Dukszty.
Powszechny Spis Ludności z 1921 roku nie podał danych dotyczących miejscowości. W 1931 w 1 domu zamieszkiwało 16 osób.
Miejscowość należała do parafii rzymskokatolickiej w Duksztach. Podlegała pod Sąd Grodzki w Święcianach i Okręgowy w Wilnie; właściwy urząd pocztowy mieścił się w m. Duksztach.

## Urodzeni w Kajryszkach
- Marian Świechowski - polski polityk, urzędnik, publicysta, poseł na Sejm Litwy Środkowej i na Sejm Ustawodawczy w II RP[6].